# Laurent Blanc
Laurent Robert Blanc, född 19 november 1965, är en fransk före detta fotbollsspelare och senare tränare. Han har tidigare varit förbundskapten för det franska herrlandslaget.
I VM 1998 avgjorde han åttondelsfinalen mot Paraguay i matchens 114:e minut med VM-historiens första golden goal, och blev en osannolik matchhjälte. I semifinalen mot Kroatien blev Blanc utvisad efter att domaren trodde sig ha sett Blanc armbågstackla kroaten Slaven Bilić. Reprisbilder visade dock att kroaten filmade, men för Laurent Blanc innebar utvisningen att han blev avstängd från Frankrikes final mot Brasilien.
Under sin karriär spelade Laurent Blanc bl.a. för storklubbar som Barcelona, Inter och Manchester United. Blanc var även tränare för den franska klubben Bordeaux 2007-2010.
Laurent Blancs ritual att ge vännen och landslagsmålvakten Fabien Barthez en lyckobringande kyss på huvudet inför matcher i landslaget blev välkänd. När de två spelade för Manchester United utförde de ritualen inför matcher i Champions League.
I en omröstning bland tidningen France Football Magazines läsare blev Laurent Blanc vald till Frankrikes fjärde bäste spelare genom tiderna, bakom Zinedine Zidane, Michel Platini och Raymond Kopa.